# Пентангъл
Пентангъл (на английски: Pentangle) е британска фолк рок музикална група от края на 1960-те и началото на 1970-те години на 20 век, възстановена през 1981 година.
Името на групата (буквално: „Петоъгълник“) идва от петимата членове на първоначалния състав: Джаки Макший (вокали), Джон Ренбърн (вокали и китара), Бърт Дженш (вокали и китара), Дани Томпсън (контрабас) и Тери Кокс (ударни), като в същото време е препратка към щита на Гауейн от поемата „Сър Гауейн и Зеленият рицар“. Стилът на групата е еклектична смесица от фолк, джаз, блус и фолк рок. След